# Helmoropendola
De helmoropendola (Cacicus oseryi; synoniem: Clypicterus oseryi) is een zangvogel uit de familie Icteridae (troepialen).

## Verspreiding en leefgebied
Deze soort komt voor in oostelijk Ecuador, oostelijk Peru en uiterst zuidwestelijk Brazilië.